# Squadra keniota di Fed Cup
La squadra keniota di Fed Cup rappresenta il Kenya nella Fed Cup, ed è posta sotto l'egida della Kenya Lawn Tennis Association.
Essa ha debuttato nel 1991, e l'ultima apparizione è nel 2005. Da allora non ha più preso parte alla Fed Cup, e per questo motivo è stata estromessa dal ranking mondiale stilato dalla ITF. Non ha mai superato il gruppo III, riuscendo a vincere due soli incontri sui 25 totali disputati, entrambi contro la squadra cipriota.

## Organico 2005
Aggiornato ai match del gruppo III (27-30 aprile 2005). Fra parentesi il ranking della giocatrice nei giorni della disputa degli incontri.
- Wanjika Ngaruiya (WTA #)
- Tamara Orwa (WTA #)
- Caroline Oduor (WTA #)
- Evelyn Otula (WTA #)

## Ranking ITF
Non inclusa nel ranking.